# Ion (roman)
Ion este un roman social scris de Liviu Rebreanu și apărut în anul 1920.
Liviu Rebreanu este creatorul romanului românesc modern, deoarece scrie primul roman obiectiv din literatura română, Ion și primul roman de analiză psihologică din proza românească, Pădurea Spânzuraților.
Ion este primul roman obiectiv din literatura română, fiind apărut în anul 1920, după o lungă perioadă de elaborare, așa cum însuși autorul menționează în finalul operei, între martie 1913 - iulie 1920. Apariția romanului a stârnit un adevărat entuziasm în epocă, mai ales că nimic din creația nuvelistică de până atunci nu anunța această evoluție spectaculoasă: „Nimic din ce e publicat înainte nu ne putea face să prevedem admirabila dezvoltare a unui scriitor, care a început și a continuat vreo zece ani, nu numai fără strălucire, dar și fără indicații de viitor”, nota Eugen Lovinescu. Criticul primește romanul Ion ca pe o izbândă a literaturii române, iar satisfacția sa este consemnată în studiul „Creația obiectivă. Liviu Rebreanu: Ion”. Pentru inițiatorul modernismului românesc, al cărui principiu de bază era sincronismul literaturii române cu cea europeană, romanul Ion este cel care „rezolvă o problemă și curmă o controversă“. Această afirmație a lui Lovinescu se referă la faptul că apariția primului roman obiectiv direcționează literatura română către valoare europeană și stinge polemica pe care criticul o avea cu sămănătoriștii epocii.

## Rezumat
Glasul pământului
Romanul începe cu descrierea drumului care duce către satul Pripas, la care se ajunge prin „șoseaua ce vine de la Cârlibaba, întovărășind Someșul” până la Cluj, din care se desprinde „un drum alb mai sus de Armadia” și după ce lasă Jidovița în urmă, „drumul urcă întâi anevoie până ce-și face loc printre dealurile strâmtorate (...), apoi cotește brusc pe sub Râpile Dracului, ca să dea buzna în Pripasul pitit într-o scrântitură de coline”. La intrarea în sat „te întâmpină (...) o cruce strâmbă pe care e răstignit un Hristos cu fața spălată de ploi și cu o cununiță de flori veștede agățată de picioare”. Imaginea este reluată simbolic nu numai în finalul romanului, ci și în desfășurarea acțiunii, în scena licitației la care se vindeau mobilele învățătorului, sugerând destinul tragic al lui Ion și al Anei, precum și viața tensionată și necazurile celorlalte personaje: Titu, Zaharia Herdelea, Ioan Belciug, Vasile Baciu, George Bulbuc etc.
Acțiunea romanului începe într-o zi de duminică, în care toți locuitorii satului Pripas se află adunați la hora tradițională, în curtea Todosiei, văduva lui Maxim Oprea. Nu lipsesc nici fruntașii satului, familia învățătorului Herdelea, preotul Belciug, fostul învățător  Simion Butunoiu și „bocotanii”, care cinstesc cu prezența lor sărbătoarea. Hora este o pagină etnografică memorabilă prin jocul tradițional, vigoarea flăcăilor și candoarea fetelor, prin lăuta țiganilor care compun imaginea unui ritm impetuos: „De tropotele jucătorilor se hurducă pământul. Zecile de perechi bat someșana cu atâta pasiune, că potcoavele flăcăilor scapără scântei, poalele fetelor se bolbocesc, iar colbul de pe jos se învâltorește, se așază în straturi groase pe fețele brăzdate de sudoare, luminate de oboseală și de mulțumire”.
Lui Ion îi place Florica, dar Ana are pământ, așa că el îi face curte acesteia, spre disperarea lui Vasile Baciu, tatăl Anei, care se ceartă cu Ion și-l face de râsul satului, spunându-i „sărăntoc”. Alexandru Glanetașu, tatăl lui Ion, a risipit zestrea Zenobiei, care avusese avere când se măritase cu el. Vasile Baciu, om vrednic al satului, se însurase tot pentru avere cu mama Anei, dar fiind harnic sporise averea și se gândea să-i asigure fetei zestre atunci când se va mărita.
Ion, flăcău harnic și mândru, dar sărac o necinstește pe Ana și îl obligă astfel pe Vasile Baciu să i-o dea de nevastă împreună cu o parte din pământuri. Obținând avere, Ion dobândește situație socială, demnitate umană și satisfacerea propriului orgoliu.
În celălalt plan, familia învățătorului Herdelea are necazurile sale. Herdelea își zidise casa pe lotul ce aparținea bisericii, cu învoirea preotului Belciug. Relațiile învățătorului cu preotul se degradează cu timpul, de aceea Herdelea se teme că ar putea pierde toată agoniseala și i-ar rămâne familia pe drumuri. Preotul Belciug, rămas văduv încă din primul an, are o personalitate puternică, este cel mai respectat și temut om din sat, având o autoritate totală asupra întregii colectivități.
În sat domină mentalitatea că oamenii sunt respectați dacă au oarecare agoniseală, fapt ce face ca relațiile sociale să fie tensionate între „sărăntoci” și „bocotani”, între chibzuința rosturilor și nechibzuința patimilor, ceea ce face să se dea în permanență o luptă aprigă pentru existență.
Destinele personajelor sunt determinate de această mentalitate, de faptul că familiile nu se întemeiază pe sentimente, ci pe interese economice: „În societatea țărănească, femeia reprezintă două brațe de lucru, o zestre și o producătoare de copii. Odată criza erotică trecută, ea încetează de a mai însemna ceva pentru feminitate. Soarta Anei e mai rea, dar deosebită cu mult de a oricărei femei, nu” (G. Călinescu). Bătută de tată și de soț, Ana, rămasă fără sprijin moral, dezorientată și respinsă de toți, se spânzură. Florica, părăsită de Ion, se căsătorește cu George și se bucură de norocul pe care îl are, deși îl iubea tot pe Ion.
Glasul iubirii
Căsătorit cu Ana și așezat la casa lui, Ion, din cauza firii lui pătimașe, nu se poate mulțumi cu averea pe care o dobândise și râvnește la Florica. Sfârșitul lui Ion este năprasnic, fiind omorât de George Bulbuc, care-l prinde iubindu-se cu nevasta lui, așadar Rebreanu propune pentru sfârșitul pătimașului Ion o crimă pasională.
Finalul romanului surprinde satul adunat la sărbătoarea sfințirii noii biserici, descrie drumul care iese din satul Pripas, viața urmându-și cursul firesc: „Pripasul de-abia își mai arăta câteva case. Doar turnul cotește, apoi se îndoaie, apoi se întinde, iar dreaptă ca o panglică cenușie în amurgul răcoros. (...) Satul a rămas înapoi același, parcă nimic nu s-ar fi schimbat. Câțiva oameni s-au stins, alții le-au luat locul. (...) Drumul trece prin Jidovița, pe podul de lemn, acoperit, de peste Someș, și pe urmă se pierde în șoseaua cea mare și fără început ...”.

## Personaje
- Ion al Glanetașului este personajul principal al romanului. Ion este un tânăr, țăran sărac, din satul Pripas care se îndrăgostește de Ana, fiica unui țăran mai avut, cu care începe o aventură secretă. Ion este descris ca fiind un personaj puternic și hotărât, care  luptă pentru dreptate și care este dispus să își ia viața în propriile mâini. El trece prin numeroase încercări și îndoieli pe parcursul romanului, dar prin decizii nepotrivite ajunge la ruină și ulterior, la sfârșitul său tragic.
- Vasile Baciu este un țăran bogat din satul Pripas. Vasile Baciu este unul din principalii adversari ai personajului principal, Ion. Vasile Baciu este un om puternic și hotărât, personaj negativ care încearcă să-l distrugă pe Ion prin mijloace nelegale și înșelătoare. El este de asemenea descris ca fiind un om invidios, care se simte amenințat de succesul lui Ion.
- Zaharia Herdelea este un personaj secundar al romanului. El este un învățător din satul Pripas și este unul dintre personajele care reprezintă tradiția și cultul societății rurale. El este un personaj conservator și are un rol important în dezvoltarea conflictului dintre tradiție și modernitate din roman.
- Titu Herdelea (fiul învățătorului Herdelea)
- George Bulbuc (flăcău din satul Pripas, foarte înstărit)
- Ana (fată cu avere, dar nu atât de frumoasă ca Florica)
- Florica (fiica văduvei lui Maxim Oprea, cea mai frumoasă fată din sat, însă fără zestre)
- Aurel Ungureanu (student la medicină, pe care Laura îl simpatiza)
- Roza Lang (soția celuilalt învățător și una din „iubitele” poetului Titu)
- Laura (fiica învățătorului Herdelea)
- Maria (soția învățătorului)
- Avrum (crâșmarul care se sinucide)
- Aizic (fiul lui Avrum)
- Filipoiu (doctor,nașul Laurei)
- George Pintea (preot, iubitul și soțul Laurei)
- Toma Bulbuc (tatăl lui George Bulbuc)
- Ilie Onu (fratele de cruce a lui George Bulbuc)
- Virginia Gherman (învățătoare în satul Lușca, altă "iubită" de a lui Titu)
- Ghighi (sora Laurei)
- Nicolae Zăgreanu (cel care a ocupat catedra lui Herdelea după ce acesta s-a pensionat)
- Savista (oloagă, luată din milă în casă de către George Bulbuc)
- Dumitru Moarcăș (rudă îndepărtată a Zenobiei)
- Florea Tancu
- Briceag
- Găvan
- Holbea
- Simion Butunoiu
- Simion Lungu
- Toader Burlacu
- Ștefan Ilina
- Cosma Ciocănaș
- Macedon Cercetașu
- Trifon Tătaru
- Todosia (mama Floricăi, văduva lui Maxim Oprea)
- Ștefan Hotnog
- Ion Belciug, preotul satului
- Floarea (soția lui Macedon Cercetașu)

## Istoria publicării
Liviu Rebreanu mărturisește că în lunga sa trudă de creație, în cei 7 ani în care a lucrat la roman, un rol important l-a avut, pe de o parte „impresia afectivă”, emoția, iar pe de altă parte, acumularea de material documentar.
O scenă văzută de scriitor pe colinele dimprejurul satului l-a impresionat în mod deosebit și a constituit punctul de plecare al romanului „Ion”. Aflat la vânătoare, Rebreanu a observat „... un țăran îmbrăcat în haine de sărbătoare“, care s-a aplecat, deodată „și a sărutat pământul. L-a sărutat ca pe-o ibovnică. Scena m-a uimit și s-a întipărit în minte, dar fără vreun scop deosebit, ci numai ca o simplă ciudățenie”.
O altă întâmplare relatată de sora sa, Livia, i-a reținut atenția: o fată înstărită, rămasă însărcinată cu un tânăr sărac, a fost bătută cumplit de tatăl ei pentru că trebuia să se înrudească acum cu un sărăntoc, „care nu iubea pământul și nici nu știa să-l muncească”.
Un eveniment care l-a marcat în mod deosebit a fost convorbirea pe care Liviu Rebreanu a avut-o cu un tânăr țăran vrednic, muncitor, pe nume Ion Boldijar al Glanetașului, care nu avea pământ și pronunța acest cuvânt cu „atâta sete, cu atâta lăcomie și pasiune, parc-ar fi vorba despre o ființă vie și adorată ...”.
O altă sursă o constituie amintirile sale de copil ardelean, care a observat în jurul lui mentalitățile și obiceiurile țăranilor, viața lor complicată și complexă din timpul  Imperiului Austro-Ungar.
Prima variantă a romanului „Ion” a fost o schiță, scrisă de Rebreanu în 1908. Această schiță purta titlul „Rușinea”, iar subiectul ei a fost reluat în altă proză „Zestrea”, în care Rebreanu conturează portretul lui Ion și schițează întâlnirea dintre flăcău și Ileana (Ana din roman).
Opera lui Liviu Rebreanu reprezintă o lume într-o lume. Liviu Rebreanu este ctitorul romanului românesc modern, unul dintre cei mai valoroși romancieri interbelici, alături de Mihail Sadoveanu, Camil Petrescu, George Călinescu, Mircea Eliade și Hortensia Papadat-Bengescu. Liviu Rebreanu și-a pregătit marile romane prin nuvele. Romanul „Ion” este anticipat de nuvela „Răfuiala”, în care apare același sfârșit tragic al unui țăran sărac, harnic, care o iubea pe Rafila, devenită soția unui țăran înstărit.
Există trei fapte care constituie geneza romanului Ion: prima dată, autorul poartă o discuție cu un fecior sărac, dar harnic din sat. A doua oară, autorul vede într-o zi de sărbătoare, pe câmp, un țăran în straie albe, care sărută pământul. A treia oară este vorba despre povestea unei fete seduse și abandonate, fiind însărcinată cu un fecior din sat. De asemenea, nucleul epic din romanul „Ion” este anticipat și în nuvele ca „Zestrea” și „Rușinea”.
Așadar, romanul „Ion” este un roman obiectiv, realist, doric, de creație. Apare în anul 1920, fiind o capodoperă care înfățișează universul rural într-o manieră realistă, fără idilizarea tipică sămănătoriștilor și poporaniștilor. Capodopera lui Liviu Rebreanu este romanul „Ion”, dar acesta a mai scris și alte romane izbutite artistic, precum: „Pădurea spânzuraților”, „Răscoala” și romanul de dragoste „Adam și Eva”.

## Teme principale
Romanul „Ion” este o monografie a realităților satului ardelean de la începutul secolului al XX-lea, ilustrând conflictul generat de lupta aprigă pentru pământ, într-o lume în care statutul social al omului este stabilit în funcție de averea pe care-o posedă, fapt ce justifică acțiunile personajelor. Soluția lui Rebreanu este aceea că Ion se va căsători cu o fată bogată, Ana, deși nu o iubește, Florica se va căsători cu George pentru că are pământ, iar Laura, fiica învățătorului Herdelea îl va lua pe Pintea nu din dragoste, ci pentru că nu cere zestre. Personajul central al cărții, Ion al Glanetașului, este personaj reprezentativ pentru colectivitatea umană din care face parte prin mentalitatea clasei țărănești și a vremurilor căreia îi aparține.

## Perspectivă
Într-o altă perspectivă, satul este ilustrat în relațiile cu regimul administrativ și politic austro-ungar. Realitățile social-concrete ale raporturilor dintre instituții și oameni sunt prezentate obiectiv de Rebreanu, prin fapte, prin situațiile în care eroii romanului se găsesc în conflict cu autoritățile. Cei mai afectați sunt intelectualii, deoarece slujbașii și autoritățile înăbușă cu orice prilej conștiința asupririi naționale care se manifestă cu predilecție la această clasă socială. Avocatul Victor Grofșoru militează pentru emanciparea socială și națională pe căi legale; profesorul Spătaru este un extremist, pe când Titu Herdelea, cu aere de poet, este un entuziast.
Liviu Rebreanu își lasă personajele să acționeze liber, să-și dezvăluie firea, să izbucnească în tensiuni dramatice, să-și manifeste modul de a gândi și de a se exprima.
Limbajul artistic al lui Liviu Rebreanu se individualizează prin câteva trăsături:
- respectul pentru adevăr, de unde reiese obiectivarea și realismul romanului;
- precizia termenilor, acuratețea și concizia exprimării;
- sobrietatea stilului;
- stilul anticalofil, lipsit de imagini artistice, întrucât crezul prozatorului era că „strălucirile artistice, cel puțin în opere de creație, se fac mai totdeauna în detrimentul preciziei și al mișcării de viață (...), e mult mai ușor a scrie frumos, decât a exprima exact.”

## Ecranizare
Romanul a fost adaptat pentru marele ecran în 1980 sub numele Blestemul pământului, Blestemul iubirii în regia lui Mircea Mureșan. În rolul lui Ion este Șerban Ionescu, Petre Gheorghiu îl joacă pe Vasile Baciu și Ioana Crăciunescu pe Ana. Filmul a fost bine primit, cu un scor de 7,2/10 pe IMDb.

## Traduceri
- Mitgift, traducere în germană de Paul Schuster, editura Volk und Welt, Berlin, 1969.